# Dušan Bataković
Dušan T. Bataković (serbisch-kyrillisch Душан Т. Батаковић; * 23. April 1957 in Belgrad; † 27. Juni 2017) war ein serbischer Historiker und Diplomat. Er war Präsident des Instituts für Balkanstudien der Serbischen Akademie der Wissenschaften und Künste
und Präsident des Serbischen Komitees der Internationalen Gesellschaft für Südosteuropastudien.

## Leben

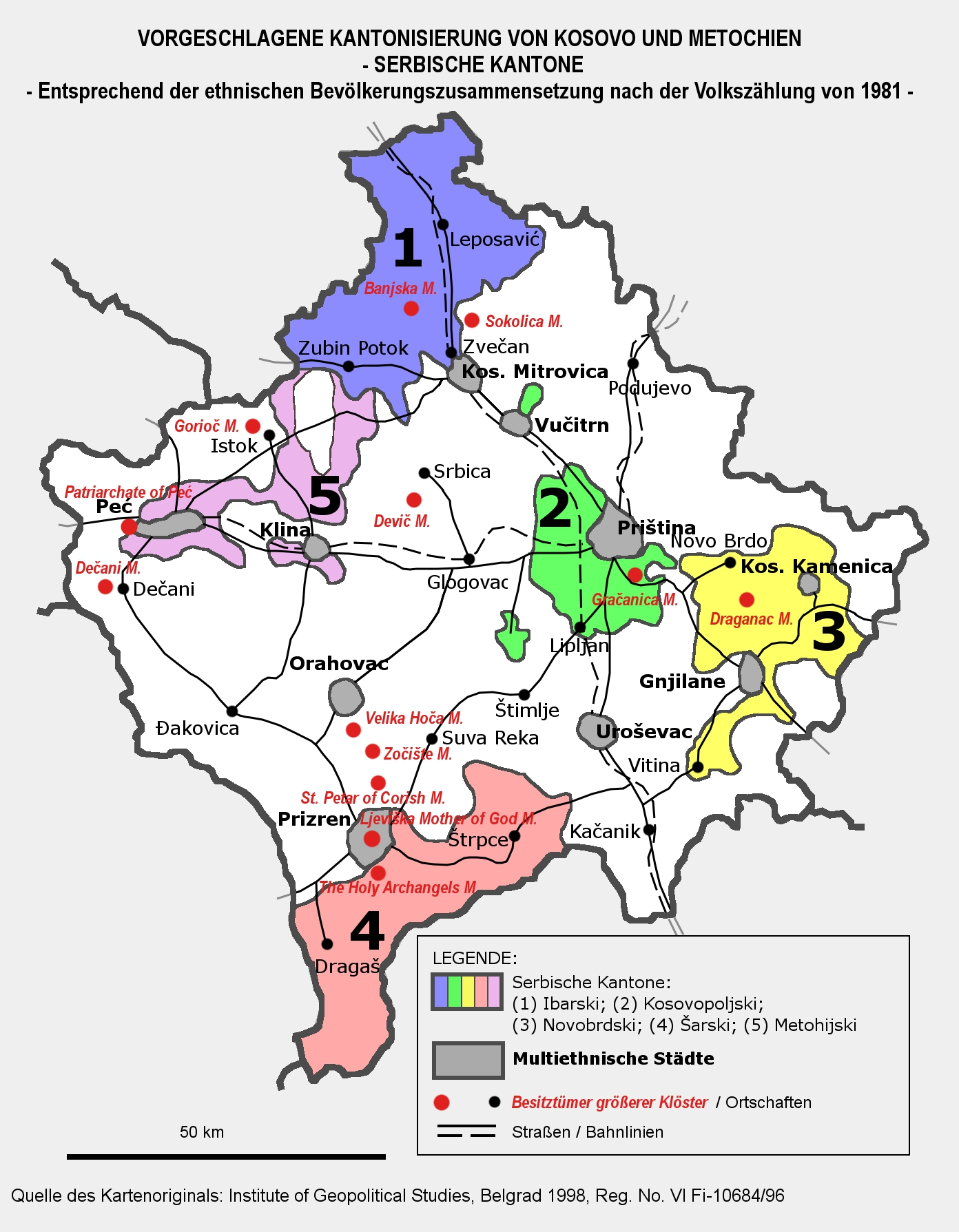
Der von Bataković konzipierte Vorschlag zur Kantonisierung des Kosovo von Dezember 1998

Bataković graduierte 1982 an der Philosophischen Fakultät der Universität Belgrad. Seine Spezialgebiete waren die Geschichte Serbiens und des Balkans des 19. und 20. Jahrhunderts. Neben zahlreichen Veröffentlichungen über die besondere Rolle des Kosovo und der serbisch-albanischen Beziehungen hat Bataković auch historische TV-Dokumentationen produziert.
Als Präsident des Rates für Demokratischen Wandel stellte sich Dušan T. Bataković Ende der 1990er gegen Slobodan Milošević. In dieser Zeit entwickelte er 1998 Pläne für eine Kantonisierung statt Teilung des Kosovo. Der Plan war für das Belgrader Institut für Geopolitische Studien erstellt und am 16. Dezember 1998 dem EU-Sondergesandten Wolfgang Petritsch vorgestellt worden, wurde jedoch von albanischer Seite und seitens der Internationalen Gemeinschaft abgelehnt.
Von 2001 bis 2005 war Bataković Botschafter der Bundesrepublik Jugoslawien in Griechenland, 2005 wurde er Berater des serbischen Präsidenten Boris Tadić und dessen Gesandter bei den Wiener Troika-Gesprächen über Kosovo. Von 2007 bis 2009 war er Serbiens Botschafter in Kanada, 2009 bis 2012 Botschafter in Frankreich.

## Werke
Als Autor:
- Dečansko pitanje (Die Dečani-Frage). Historical Institute-Prosveta, Belgrad 1989; 2., aktualisierte Auflage: Čigoja štampa, Belgrad 2007, ISBN 978-86-7558-450-6.
- Savremenici o Kosovu i Metohiji 1850–1912 (Zeitgenossen zu Kosovo und Metochien 1850–1912). Srpska književna zadruga, Belgrad 1989.
- (mit Nikola B. Popović) Kolubarska bitka. Litera, Belgrad 1989.
- (Mitautor) Kosovo i Metohija u srpskoj istoriji (Kosovo und Metochien in der serbischen Geschichte). Srpska književna zadruga, Belgrad 1989.
  - Deutsche Übersetzung: Kosovo und Metochien in der serbischen Geschichte. L’Age d’Homme, Lausanne 1989.
- Kosovo i Metohija u srpsko-arbanaškim odnosima (Kosovo und Metochien in den serbisch-albanischen Beziehungen). Jedinstvo, Priština 1991, ISBN 86-7019-071-0; 2., aktualisierte Auflage: Čigoja štampa, Belgrad 2006.
- The Kosovo Chronicles. Plato Books, Belgrad 1992, ISBN 86-447-0006-5.
- Kosovo. La spirale de la haine. Les faits, les acteurs, l’histoire. L’Age d’Homme, Lausanne 1993; 2. Auflage 1998.
- La Yougoslavie: nations, religions, idéologies. L’Age d’Homme, Lausanne 1994, ISBN 2-8251-0534-1.
- The Serbs of Bosnia and Herzegovina. History and Politics. Dialogue, Paris 1996, ISBN 2-911527-10-0.
- Kosovo i Metohija. Istorija i ideologija (Kosovo und Metochien: Geschichte und Ideologie). Hrišćanska misao, Belgrad 1998; 2., aktualisierte Auflage: Čigoja štampa, Belgrad 2006.
- (mit Milan St. Protić, Nikola Samardžić, Aleksandar Fotić) Нова историја српског народа (Neue Geschichte des serbischen Volkes). Belgrad 2000; 2., aktualisierte Auflage 2002, ISBN 86-7268-015-4.
- Französische Übersetzung: Histoire du peuple serbe. L’Age d’Homme, Lausanne 2005, ISBN 2-8251-1958-X.
- Kosovo. Un conflit sans fin? L’Age d’Homme, Lausanne 2008, ISBN 978-2-8251-3875-5.
- Istorija za sedmi razred osnovne škole. Zavod za udžbenike, Belgrad 2009.
- Serbia’s Kosovo Drama. A Historical Perspective. Čigoja Štampa, Belgrad 2012, ISBN 978-86-7558-903-7.
- Qeveria serbe dhe Esat Pashe Toptani. e perktheu nga anglishtja Maklen Misha, Tirane, Botimet IDK, 2012, ISBN 978-9928-136-11-4.
- Les sources françaises de la démocratie serbe (1804–1914). CNRS Editions, Paris 2013 ISBN 978-2-271-07080-7.
- A Turbulent Decade. The Serbs in Post-1999 Kosovo. Dialogue, Paris 2014, ISBN 978-2-911527-12-8.
- The Foreign Policy of Serbia (1844–1867). Ilija Garašanin’s Načertanije. Institute for Balkan Studies SASA, Belgrade 2014, ISBN 978-86-7179-089-5.
- Srbija i Balkan. Albanija, Bugarska, Grčka 1914-1918, Prometej-RTS, Novi Sad-Belgrad 2016, 572 s.  ISBN 978-86-515-1174-8
- Dešifrovanje prošlosti. Pisci, svedoci, pojave, Čigoja štampa, Belgrad 2016, 436 s. ISBN  978-86-531-0264-7

Als Herausgeber:
- Kosovo and Metohija. Living in the Enclave (with added multimedia content and original documents) Institute for Balkan Studies, Serbian Academy of Sciences and Arts, Belgrad 2008, ISBN 978-86-7179-064-2.
- La Serbie et la France – une alliance atypique. Les relations politiques, économiques et culturelles, 1870-1940. Institut des Etudes Balkaniques, Académie serbe des Sciences et des Arts, Belgrad 2010, ISBN 978-86-7179-061-1.
- Minorities in the Balkans. State Policy and Inter-Ethnic Relations (1804–2004). Institute for Balkan Studies, Serbian Academy of Sciences and Arts, Belgrade 2011, ISBN 978-86-7179-068-0.
- Christian Heritage of Kosovo and Metohija. Historical and Spiritual Heartland of Serbian People. Sebastian Press/Institute for Balkan Studies, Los Angeles/Belgrade 201, ISBN 978-86-82685-39-5.
- Serbia in the Great War. Anglo-Saxon Testimonies and Historical Analysis. National Library of Serbia, Belgrade 2015, ISBN 978-86-7035-332-9.